# Yoon Je-kyoon
Yoon Je-kyoon (윤제균; nascut el 14 de maig de 1969) és un director, guionista i productor de cinema sud-coreà. El seu debut com a director My Boss, My Hero tracta sobre un gàngster que és enviat de tornada a l'escola, mentre que Sex Is Zero s'ha comparat amb American Pie.
Es va donar a conèixer a través de la seva pel·lícula de desastres Haeundae (2009), que ha estat catalogada com la primera pel·lícula de desastres de Corea del Sud, tenia un pressupost de 16 milions de dòlars, i va ser nominat a diversos premis —incloent-hi la millor pel·lícula i el millor director— als premis Black Dragon 2009; la pel·lícula va guanyar el premi als millors efectes especials. Amb la pel·lícula es va convertir en el cinquè director de cinema de la història de Corea en superar els 10 milions d'espectadors. Actualment, Haeundae ocupa el 17è lloc a la llista de pel·lícules més taquilleras de Corea del Sud. El 2014, una altra pel·lícula dirigida per Yoon Ode to My Father també va superar els 10 milions d'espectadors. Actualment, la pel·lícula ocupa el quart lloc a la llista de pel·lícules més taquilleres de Corea del Sud.

## Carrera
Yoon va néixer el 14 de maig de 1969 a Busan. Es va graduar al Departament d'Economia de la Universitat de Corea l'any 1996. El 1997, va guanyar el màxim premi al Concurs Mundial de Publicitat a Internet, quan treballava a l'agència de publicitat LG Ad.
Yoon va debutar a la indústria cinematogràfica en guanyar el gran premi del concurs escenari (viatge a la lluna) organitzat per Taechang Heungup. Va fer el seu debut com a director l'any 2001 amb My Boss, My Hero. També ha escrit molts guions i es va convertir en director general de la companyia cinematogràfica JK Film (abans Dusabu Film).
A través de la pel·lícula Haeundae, es va convertir en el cinquè director de cinema de la història de Corea en superar els 10 milions d'espectadors, i actualment, Haeundae ocupava el 17è lloc a la llista de pel·lícules més taquilleres de Corea del Sud.
El 2014, Yoon va dirigir la pel·lícula Ode to My Father. La pel·lícula va aconseguir un èxit comercial amb més de 10 milions d'espectadors. Actualment, la pel·lícula ocupa el quart lloc a la llista de pel·lícules més taquilleres de Corea del Sud. La pel·lícula també va ser aclamada per la crítica i va portar moltes nominacions i premis per a Yoon.
El 2016, CJ ENM va adquirir una participació del 51% a JK Film, convertint-la en una subsidiària de la companyia. CJ ENM té previst expandir-se més enllà de la seva inversió i distribució actual adquirint una productora cinematogràfica i aventurant-se directament en la producció cinematogràfica. Amb el capital de CJ ENM i la xarxa a l'estranger, també s'espera que JK Film busqui l'entrada al mercat estranger.
El juliol de 2022, Yoon es va convertir en el president i conseller delegat de CJ ENM Studios, la filial de producció recentment llançada de CJ ENM. El 25 d'octubre de 2022, CJ ENM va anunciar el seu pla per integrar altres produccions afiliats, centrats en la seva filial CJ ENM Studios, per crear sinergies combinant les seves capacitats de producció de contingut. Yoon va vendre les seves 2.388 accions de JK Film a CJ ENM per un total de 5.100 milions de wons. Després de la fusió i adquisició, JK Film es va convertir en un segell sota CJ ENM Studios.

## Filmografia
| Any  | Títol                         | Títol                        | Acreditat com | Acreditat com   | Acreditat com | Ref.  |
| Any  | Anglès                        | Coreà                        | Director      | Guionista       | Productor     | Ref.  |
| ---- | ----------------------------- | ---------------------------- | ------------- | --------------- | ------------- | ----- |
| 2000 | Black Honeymoon               | 신혼여행                     | No            | Sí              | No            |       |
| 2001 | My Boss, My Hero              | 두사부일체                   | Sí            | Sí              | No            |       |
| 2002 | Can't Live Without Robbery    | 도둑맞곤 못살아              | No            | Sí              | No            |       |
| 2002 | Sex Is Zero                   | 색즉시공                     | Sí            | Sí              | No            |       |
| 2003 | Romantic Assassin             | 낭만자객                     | Sí            | Sí              | No            |       |
| 2005 | All for Love                  | 내 생애 가장 아름다운 일주일 | No            | No              | Sí            |       |
| 2007 | Miracle on 1st Street         | 1번가의 기적                 | Sí            | No              | Sí            |       |
| 2007 | Sex Is Zero 2                 | 색즉시공 2                   | No            | Sí              | Sí            |       |
| 2009 | Haeundae                      | 해운대                       | Sí            | Sí              | Sí            |       |
| 2009 | Secret                        | 시크릿                       | No            | No              | Sí            |       |
| 2010 | Harmony                       | 하모니                       | No            | Sí              | Sí            |       |
| 2010 | My Dear Desperado             | 내 깡패 같은 애인            | No            | No              | Sí            |       |
| 2011 | Sector 7                      | 7광구                        | No            | Sí              | Sí            |       |
| 2011 | Quick                         | 퀵                           | No            | No              | Sí            |       |
| 2012 | Dancing Queen                 | 댄싱퀸                       | No            | Sí              | Sí            |       |
| 2013 | The Spy: Undercover Operation | 스파이                       | No            | Sí              | Sí            |       |
| 2014 | Ode to My Father              | 국제시장                     | Sí            | Sí              | Sí            |       |
| 2015 | The Himalayas                 | 히말라야                     | No            | Història        | Sí            |       |
| 2016 | Like for Likes                | 좋아해줘                     | No            | No              | Sí            |       |
| 2017 | Confidential Assignment       | 공조                         | No            | No              | Sí            |       |
| 2018 | Keys to the Heart             | 그것만이 내 세상             | No            | No              | Sí            |       |
| 2018 | The Negotiation               | 협상                         | No            | No              | Sí            |       |
| 2020 | Pawn                          | 담보                         | No            | Sí              | Sí            |       |
| 2022 | Hero                          | 영웅                         | Sí            | SíPlantilla:Amb | No            |       |
| TBA  | Kung Fu Robot                 |                              | Sí            | No              | No            | [ 8 ] |

## Repartiment recurrent
| ActorTreball                  | Cha Seung-won | Ha Ji-won | Hwang Jung-min | Hyun Bin | Im Chang-jung | Kim So-jin | Na Moon-hee | Oh Jung-se | Park Joong-hoon | Ra Mi-ran | Uhm Jung-hwa |
| ----------------------------- | ------------- | --------- | -------------- | -------- | ------------- | ---------- | ----------- | ---------- | --------------- | --------- | ------------ |
| Black Honeymoon               | 1             |           |                |          |               |            |             |            |                 |           |              |
| My Boss, My Hero              |               |           |                |          |               |            |             |            |                 |           |              |
| Can't Live Without Robbery    |               |           |                |          |               |            |             |            |                 |           |              |
| Sex Is Zero                   |               | 1         |                |          | 1             |            |             |            |                 |           |              |
| Romantic Assasin              |               |           |                |          | 1             |            |             |            |                 |           |              |
| All for Love                  |               | 1         | 1              |          | 1             |            |             |            |                 |           | 1            |
| Miracle on 1st Street         |               |           |                |          | 1             |            |             |            |                 |           |              |
| Sex Is Zero 2                 |               | 1         |                |          | 1             |            |             |            |                 |           |              |
| Haeundae                      |               | 1         |                |          |               |            |             |            | 1               |           |              |
| Secret                        | 1             |           |                |          |               |            |             | 1          |                 |           |              |
| Harmony                       |               |           |                |          |               |            | 1           |            |                 |           |              |
| My Dear Desperado             |               |           |                |          |               |            |             |            | 1               |           |              |
| Sector 7                      |               | 1         |                |          |               |            |             |            |                 |           |              |
| Quick                         |               |           |                |          |               | 1          |             | 1          |                 |           |              |
| Dancing Queen                 |               |           | 1              |          |               |            |             |            |                 |           | 1            |
| The Spy: Undercover Operation |               |           |                |          |               | 1          |             |            |                 | 1         |              |
| Ode to My Father              |               |           | 1              |          |               |            |             |            |                 | 1         |              |
| The Himalayas                 |               |           | 1              |          |               |            |             |            |                 | 1         |              |
| Confidential Assignment       |               |           |                | 1        |               |            |             |            |                 |           |              |
| Keys to the Heart             |               |           |                |          |               |            |             |            |                 |           |              |
| The Negotiation               |               |           |                | 1        |               |            |             |            |                 |           |              |
| Pawn                          |               | 1         |                |          |               |            | 1           |            |                 |           |              |
| Hero                          |               |           |                |          |               |            | 1           |            |                 |           |              |
| Kung Fu Robot                 |               |           |                |          |               |            |             |            |                 |           |              |

## Premis i nominacions
| Any  | Cerimònia de premi                                       | Categoria                                        | Receptor         | Resultat  | Ref.          |
| ---- | -------------------------------------------------------- | ------------------------------------------------ | ---------------- | --------- | ------------- |
| 2009 | 30ns Blue Dragon Film Awards                             | Millor pel·lícula                                | Haeundae         | Nominat   |               |
| 2009 | 30ns Blue Dragon Film Awards                             | Millor director                                  | Haeundae         | Nominat   |               |
| 2009 | 30ns Blue Dragon Film Awards                             | Premi del Públic a la pel·lícula més popular     | Haeundae         | Guanyador |               |
| 2009 | 18ns Buil Film Awards                                    | Millor director                                  | Haeundae         | Guanyador |               |
| 2009 | 12ns Director's Cut Awards                               | Millor productor                                 | Haeundae         | Guanyador |               |
| 2009 | 46ns Grand Bell Awards                                   | Millor pel·lícula                                | Haeundae         | Nominat   |               |
| 2009 | 46ns Grand Bell Awards                                   | Millor director                                  | Haeundae         | Nominat   |               |
| 2009 | 46ns Grand Bell Awards                                   | Millor planificació                              | Haeundae         | Guanyador |               |
| 2009 | 46ns Paeksang Arts Awards                                | Gran Premi                                       | Haeundae         | Guanyador |               |
| 2009 | 46ns Paeksang Arts Awards                                | Millor pel·lícula                                | Haeundae         | Nominat   |               |
| 2009 | 46ns Paeksang Arts Awards                                | Millor director                                  | Haeundae         | Nominat   |               |
| 2015 | 10th Max Movie Awards                                    | Millor pel·lícula                                | Ode to My Father | Nominat   |               |
| 2015 | 10th Max Movie Awards                                    | Millor director                                  | Ode to My Father | Nominat   |               |
| 2015 | 20th Chunsa Film Art Awards                              | Premi especial del Públic a la millor pel·lícula | Ode to My Father | Guanyador | [ 9 ]         |
| 2015 | 9tns Asian Film Awards                                   | Millor pel·lícula                                | Ode to My Father | Nominat   | [ 10 ]        |
| 2015 | 17th Udine Far East Film Festival                        | Premi del Públic                                 | Ode to My Father | Guanyador | [ 11 ]        |
| 2015 | 51ns Baeksang Arts Awards                                | Millor director                                  | Ode to My Father | Nominat   |               |
| 2015 | 10th APN Awards                                          | Receptor                                         | Ode to My Father | Guanyador | [ 12 ] [ 13 ] |
| 2015 | 24ns Buil Film Awards                                    | Premi del Jurat dels Lectors de Buil             | Ode to My Father | Guanyador |               |
| 2015 | 35ns Premis de l'Associació Coreana de Crítics de Cinema | Les 10 millors pel·lícules de l'any              | Ode to My Father | Guanyador | [ 14 ]        |
| 2015 | 52ns Grand Bell Awards                                   | Millor pel·lícula                                | Ode to My Father | Guanyador |               |
| 2015 | 52ns Grand Bell Awards                                   | Millor director                                  | Ode to My Father | Guanyador |               |
| 2015 | 36ns Blue Dragon Film Awards                             | Millor pel·lícula                                | Ode to My Father | Nominat   |               |
| 2015 | 36ns Blue Dragon Film Awards                             | Millor director                                  | Ode to My Father | Nominat   |               |
| 2015 | 36ns Blue Dragon Film Awards                             | Premi del Públic a la pel·lícula més popular     | Ode to My Father | Guanyador |               |